# Cantone di Dunkerque-Est
Il Cantone di Dunkerque-Est era una divisione amministrativa dell'arrondissement di Dunkerque.
È stato soppresso a seguito della riforma complessiva dei cantoni del 2014, che è entrata in vigore con le elezioni dipartimentali del 2015.
Comprendeva parte della città di Dunkerque e i comuni di:
- Bray-Dunes
- Leffrinckoucke
- Téteghem
- Uxem
- Zuydcoote